# メタバース・ハラスメント
メタバース・ハラスメントは、インターネット上の仮想空間にて発生する、ユーザーの分身たるアバターに行われるハラスメントやいじめ、暴力行為のこと。2022年9月に行われた調査では、ハラスメントの経験者と目撃者が半数を超え、特にセクシャルハラスメントが多かったことが判明した。VRゴーグルを装着して仮想空間に入り込むと、現実と仮想空間の違いの感覚が曖昧なものになり、ハラスメントの被害を物理的に受けたもののように感じるとされる。アバターが女性の場合、中の人の性別問わず被害に遭いやすくなることが2022年の調査で判明した。